# Josinsky-Luch
Das Naturschutzgebiet Josinsky-Luch liegt auf dem Gebiet der Gemeinde Märkische Heide im Landkreis Dahme-Spreewald in Brandenburg.
Das Gebiet, ein Luch mit der Kenn-Nummer 1235, wurde mit Verordnung vom 1. Oktober 1990 unter Naturschutz gestellt. Das rund 172 ha große Naturschutzgebiet erstreckt sich östlich von Alt-Schadow, einem Ortsteil der Gemeinde Märkische Heide, entlang der südlich fließenden Spree. Am nordwestlichen Rand des Gebietes verläuft die Landesstraße L 42, westlich erstreckt sich der 297 ha große Neuendorfer See und nördlich der 18,6 ha große Godnasee.